# Сидоров, Виталий Витальевич
Вита́лий Вита́льевич Си́доров (23 марта 1970 Хичаури, Аджарская АССР, Грузинская ССР — 12 декабря 2012) — советский, украинский и российский легкоатлет, занимавшийся метанием диска и толканием ядра. Участник двух летних Олимпиад (1996 и 2000). Мастер спорта международного класса.
В 1996 году женился на украинской легкоатлетке Плясуновой Татьяне Васильевне, в 1997 году у них родилась дочь Александра, в 2005 вторая дочь Мария.

## Карьера
Воспитанник московского спортинтерната, первый тренер Григорий Маркович Рудерман. Был участником юниорского чемпионата мира 1988 и юниорского чемпионата Европы 1989, представляя СССР.
После распада Советского Союза стал выступать за Украину, представлял одесское «Динамо». Четырежды подряд — в 1995—1998 годах — выигрывал чемпионат Украины по метанию диска, в 1995 году стал победителем Летней Универсиады в этой дисциплине. На Летней Олимпиаде 1996 года в Атланте занял 7-е место, на чемпионате мира 1997 года в Афинах стал десятым, на чемпионате Европы 1998 года в Будапеште — 14-м. В марте 1998 года на соревнованиях в Киеве показал свой лучший результат в карьере — 67.90 м.
С февраля 2000 года выступал за Россию, представлял её на Летней Олимпиаде 2000 года в Сиднее, где занял 25-е место. В 2000 году выиграл серебряную медаль чемпионата России. Выступал за спортивное общество «Динамо» (Московская область).
После окончания спортивной карьеры стал руководителем «Лиги силового экстрима» и проекта «Академия силы», участвовал в организации шоу «Сильнейший человек».

## Личные рекорды
- В метании диска: 67,90м (3 мая 1998, Киев)
- В толкании ядра: 18,64м (26 июля 2000, Тула)